# Sphenomorphus striolatus
Sphenomorphus striolatus là một loài thằn lằn trong họ Scincidae. Loài này được Weber mô tả khoa học đầu tiên năm 1890.